# Lee Tae-sun
Lee Tae-sun (Hangul: 이도현, RR: I Tae-seon), es un actor surcoreano.

## Biografía
Estudia en el departamento de teatro y cine de la Universidad de Kyung Hee.

## Carrera
Fue miembro de la agencia Namoo Actors (나무엑터스). El 10 de junio de 2025 firmó un contrato exclusivo con FN Entertainment.
Ha participado en sesiones fotográficas para 1st. Look, Life and Dogue, entre otros.
En el 2016 se unió al elenco recurrente de la serie Entertainer donde dio vida a Na Yun-soo, un músico y miembro de la banda junto a Kail (Gong Myung) y Seo Jae-hoon (L.Joe), que a pesar de luchar y ser padre soltero mantiene una actitud positiva.
En 2017 participó en la serie Prison Playbook donde dio vida a Kim Je-hyuk de joven, papel interpretado por el actor Park Hae-soo de adulto.
En el 2018 se unió al elenco recurrente de la serie Suits donde interpretó a Seo Byun, un brillante abogado de la firma "Kang & Ham" con una carrera excepcional.
Ese mismo año se unió al elenco recurrente de la serie My ID is Gangnam Beauty donde dio vida a Seo Woo-jin, el dueño del bar y amigo de Do Kyung-seok (Cha Eun-woo).
En julio del 2019 se unió al elenco recurrente de la serie Hotel Del Luna donde interpretó a Yeon Woo, un ladrón y amigo de Jang Man-wol (Lee Ji-eun) en el pasado y a Park Young-soo, un joven detective en el presente, hasta el final de la serie el 1 de septiembre del mismo año.
En septiembre del mismo año se unió al elenco recurrente de la serie Beautiful Love, Wonderful Life donde dio vida a Kang Shi-wol, hasta el final de la serie en marzo del 2020.
El 4 de junio de 2021 se unió al elenco principal de la serie web Neighborhood Witch J donde interpretó a Lee Woo-bin, el inteligente y joven CEO de una nueva empresa de cosméticos que se interesa por las habilidades en maquillaje de la joven y talentosa youtuber Seo Jae-yi (Jiyeon).

## Filmografía

### Series de televisión
| Año     | Título                         | Personaje                      | Notas                      | Ref.   |
| ------- | ------------------------------ | ------------------------------ | -------------------------- | ------ |
| 2016    | Entertainer                    | Na Yun-soo                     |                            |        |
| 2017    | Queen of the Ring              | Byun Tae-hyun                  |                            |        |
| 2017    | Prison Playbook                | Kim Je-hyuk (de joven)         |                            |        |
| 2018    | Suits                          | Seo Byun                       |                            |        |
| 2018    | My ID is Gangnam Beauty        | Seo Woo-jin                    |                            |        |
| 2019    | Hotel Del Luna                 | Yeon Woo / Det. Park Young Soo |                            |        |
| 2019    | Drama Special: Wreck Car       | Tae Goo                        |                            |        |
| 2019    | Drama Special: Scouting Report | Tae Goo                        |                            |        |
| 2019-20 | Beautiful Love, Wonderful Life | Kang Shi-wol                   |                            |        |
| 2021    | Neighborhood Witch J           | Lee Woo-bin                    | 12 episodios - (serie web) | [ 13 ] |
| 2023    | Our Blooming Youth             | Kim Myung-jin                  | 20 episodios               | [ 14 ] |
| 2025    | La primera noche con el duque  | Lee Gyu                        |                            | [ 4 ]  |

### Programa de variedades
| Año  | Título          | Notas                             |
| ---- | --------------- | --------------------------------- |
| 2020 | RUN             | 4 episodios - miembro             |
| 2020 | Handsome Tigers | (no. #3) - 12 episodios - miembro |

### Revistas / sesiones fotográficas
| Año  | Título            | Notas  |
| ---- | ----------------- | ------ |
| 2019 | Singles           | -      |
| 2020 | The Star Magazine | [ 18 ] |

### Anuncios
| Año | Título         | Notas |
| --- | -------------- | ----- |
| -   | 삼성 갤럭시S10 | -     |
| -   | 뱅크샐러드     | -     |
| -   | KT VOLTE       | -     |